# Tous à la manif
Ne doit pas être confondu avec Tous à la manif (court métrage).
Tous à la manif (France) ou Marge à l'attaque (Québec) (Itchy & Scratchy & Marge) est le 9e épisode de la saison 2 de la série télévisée d'animation Les Simpson.

## Synopsis
Bart, Lisa et Maggie regardent le dessin animé Itchy et Scratchy. Après avoir vu l'épisode, Maggie assomme Homer avec un maillet comme dans l'épisode. Après que Maggie a essayé de couper Homer avec un crayon, comme dans un autre épisode, Marge se rend compte de l'influence qu'a la série sur Maggie. Elle décide alors de partir en guerre contre le dessin animé…

## Premières apparitions
- Cet épisode marque la première apparition de : 
  - Tahiti Mel
  - Roger Meyers Jr.